# 真武術連盟
真武術連盟（しんぶじゅつれんめい、英称： Shinbujyutsu Federation）は、川保天骨により設立された団体。
単に武術稽古によっての技術伝承を主な目的とするのではなく、人間の真の幸福に対する様々なアプローチを武術的思考を元に提示してい事を主旨としている。海外への武術普及なども行っている。

## 来歴
- 2015年1月 - 真武術連盟として発足。武術家深井信悟が理事長に就任。
- 2016年12月 - 龍魂会、快風院が加盟

## 役員一覧
- 深井信悟（理事長）
- 川保天骨（事務局長）